# Otwarty kolektor

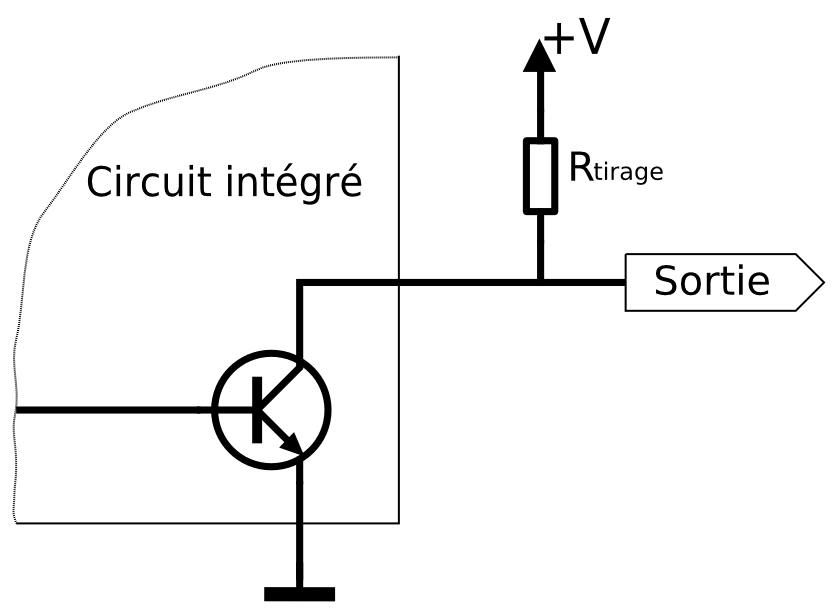
Idea układu otwartego kolektora

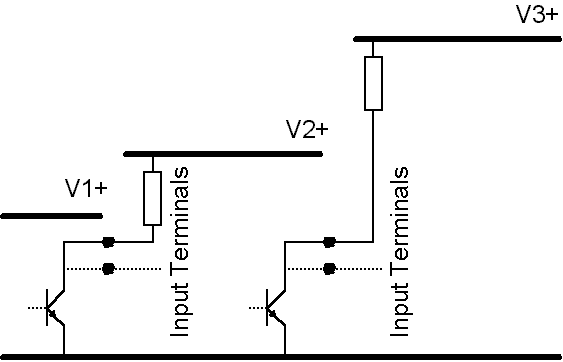
Podłączenie odbiorników na różne napięcie do wspólnego układu cyfrowego

Otwarty kolektor – rodzaj wyjścia układów elektronicznych zrealizowany najczęściej jako wyprowadzenie kolektora tranzystora wewnętrznego stopnia wyjściowego na końcówkę układu. 
Jeśli urządzeniem wyjścia jest tranzystor MOSFET układ nazywany bywa otwarty dren i funkcjonuje w podobny sposób.
Zaletą tego wyjścia (dwustanowego) jest to, że działa jak styki przekaźnika: tzn. pin jest zwarty do masy lub innego wspólnego bieguna albo jest w stanie wysokiej impedancji, tym samym będąc w stanie wysokiej impedancji nie zakłóca innych podłączonych do linii układów. Emiter tranzystora najczęściej znajduje się na masie.
Układ umożliwia prostą realizację sterowania układami o innym napięciu niż napięcie panujące w układzie. 
Zaletą układu jest możliwość podłączenia więcej niż jednego wyjścia otwarty kolektor do jednej linii. Przyjmując, że stanem nieaktywnym jest stan wysokiej impedancji, przejście któregokolwiek z układów w stan zwarcia zmienia stan sterowanej linii. Dlatego często by umożliwić uaktywnienie układów przez wiele źródeł sygnału przyjmuje się, że stanem aktywującym jest stan niski (zwarcia do masy) umożliwiając tym samym sterowanie ich z wyjść otwarty kolektor. 